# Salassa
Salassa (Salassa anche in piemontese) è un comune italiano di 1 851 abitanti della città metropolitana di Torino, in Piemonte.

## Monumenti e luoghi d'interesse
- La torre-porta ed il ricetto risalgono al XIII secolo; la torre-porta, alta 24 metri e costruita con ciottoli di fiume, è cilindrica su base rettangolare,  costituendo un esempio unico nel Canavese.
- Parrocchiale di San Giovanni Battista nella struttura coniuga elementi tardobarocchi ad altri ispirati dal linguaggio architettonico neoclassico.

## Società

### Evoluzione demografica
Abitanti censiti

## Infrastrutture e trasporti
La stazione di Salassa, posta lungo la ferrovia Canavesana, è servita dai treni regionali in servizio sulla relazione denominata Linea 1 del Servizio Ferroviario Metropolitano di Torino operata da GTT nell'ambito del contratto di servizio stipulato con la Regione Piemonte.
Fra il 1883 e il 1906 il paese era servito da una fermata posta lungo la tranvia Rivarolo-Cuorgnè.

## Amministrazione
Di seguito è presentata una tabella relativa alle amministrazioni che si sono succedute in questo comune.
| Periodo        | Periodo        | Primo cittadino          | Partito                                    | Carica  | Note  |
| -------------- | -------------- | ------------------------ | ------------------------------------------ | ------- | ----- |
| 23 maggio 1985 | 12 maggio 1990 | Adriano Vajra            | Partito Socialista Italiano                | Sindaco | [ 5 ] |
| 12 maggio 1990 | 24 aprile 1995 | Adriano Vajra            | Partito Socialista Italiano                | Sindaco | [ 5 ] |
| 24 aprile 1995 | 14 giugno 1999 | Guido Bolatto            | Lista civica                               | Sindaco | [ 5 ] |
| 14 giugno 1999 | 14 giugno 2004 | Guido Bolatto            | Lista civica                               | Sindaco | [ 5 ] |
| 14 giugno 2004 | 30 maggio 2009 | Giuseppe Jarno Ansinello | Lista civica                               | Sindaco | [ 5 ] |
| 8 giugno 2009  | 25 maggio 2014 | Giuseppe Jarno Ansinello | Lista civica                               | Sindaco | [ 5 ] |
| 25 maggio 2014 | 25 maggio 2019 | Sergio Gelmini           | Lista civica: Impegno per Salassa          | Sindaco | [ 5 ] |
| 25 maggio 2019 | in corso       | Roberta Bianchetta       | Lista civica: Crescere insieme per Salassa | Sindaco | [ 5 ] |

## Galleria d'immagini

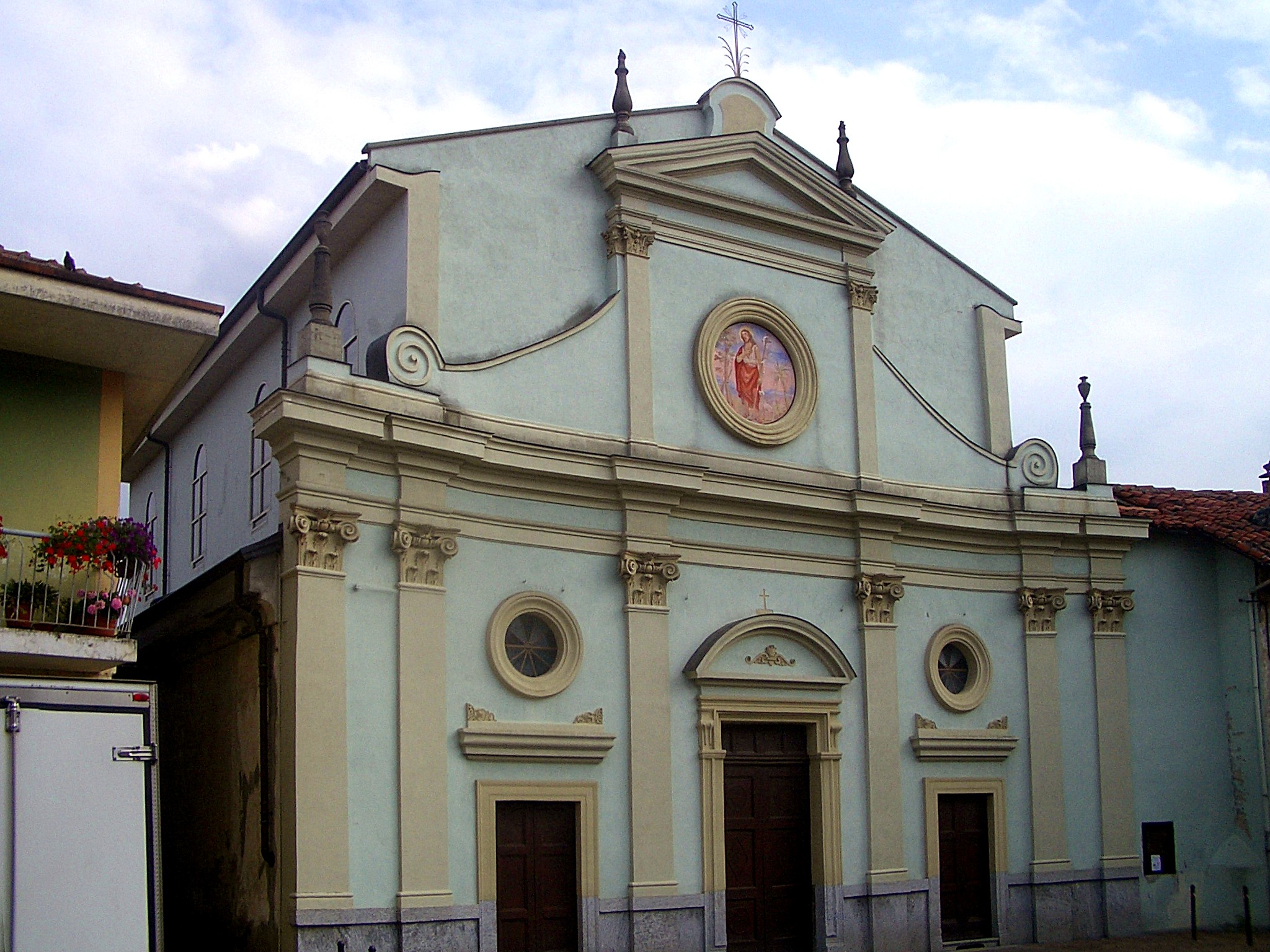
Chiesa parrocchiale di San Giovanni Battista
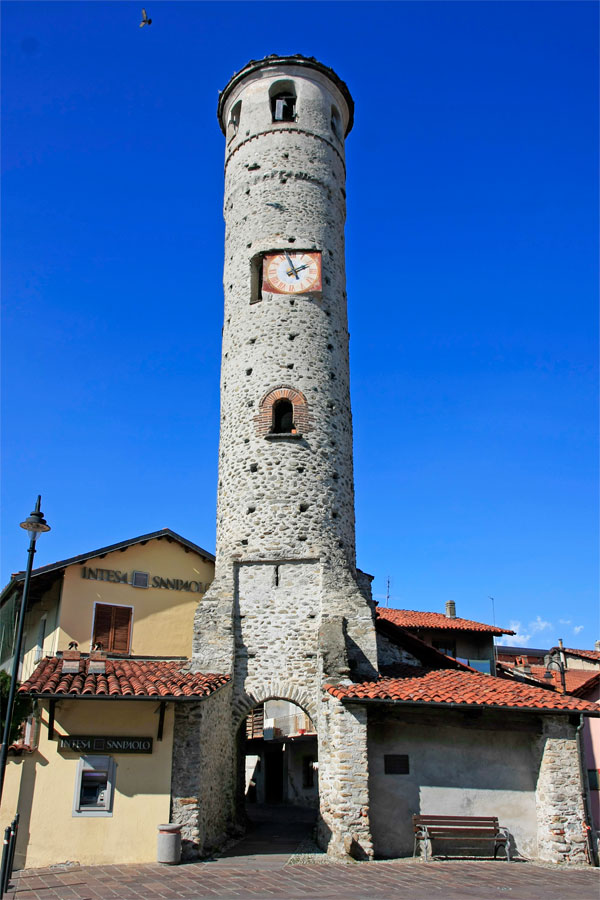
Porta-torre
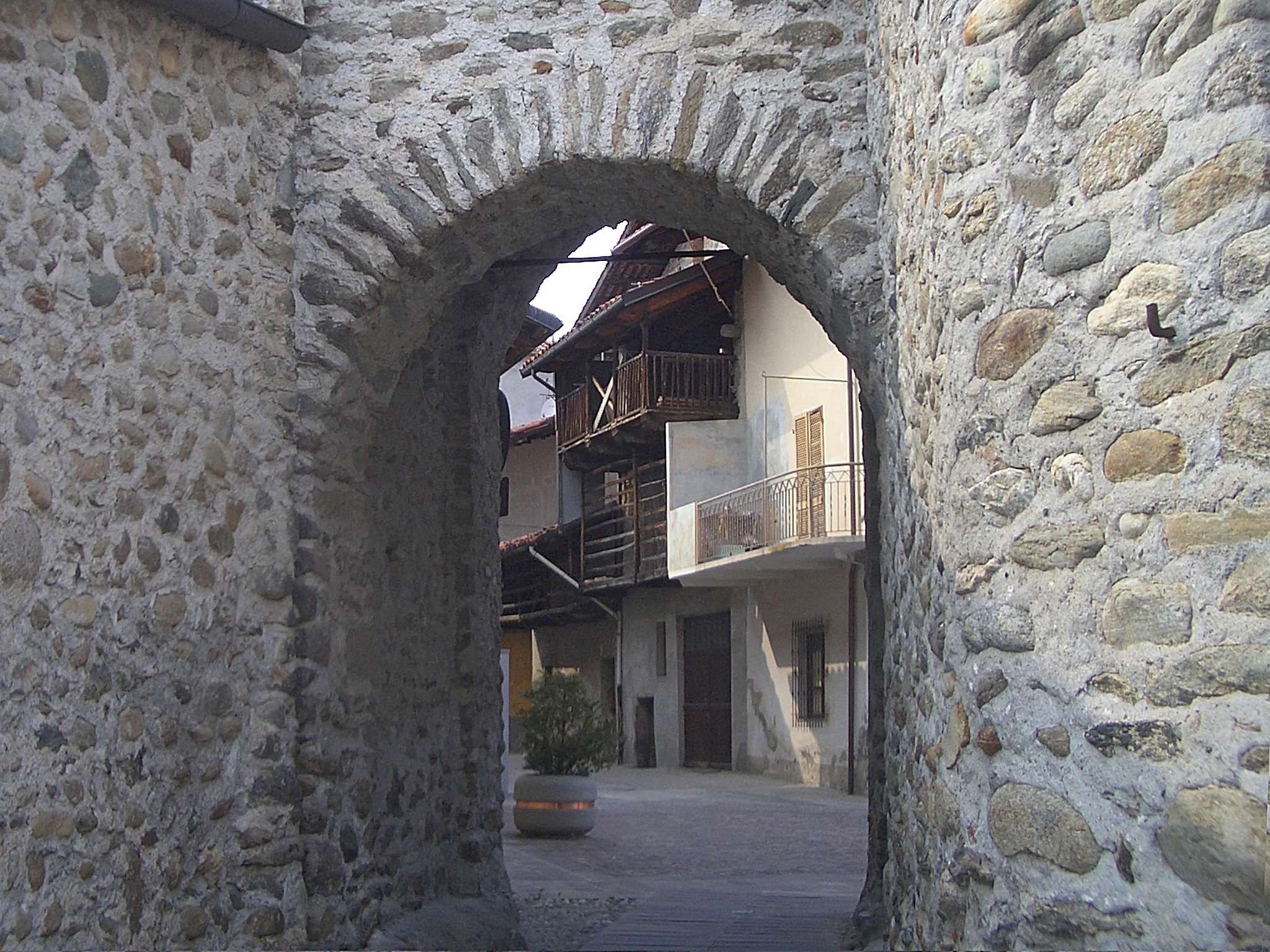
Ingresso nel ricetto
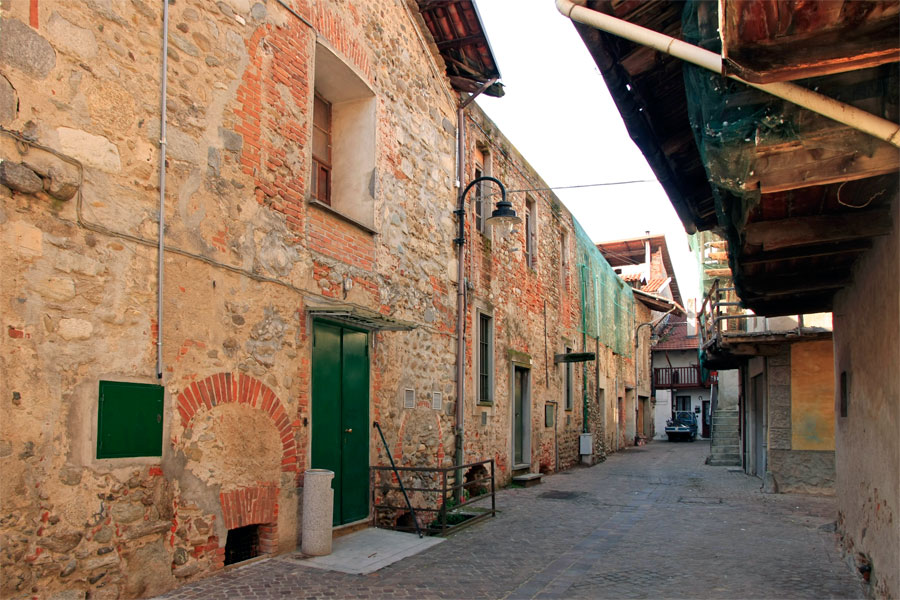
Scorcio interno del ricetto
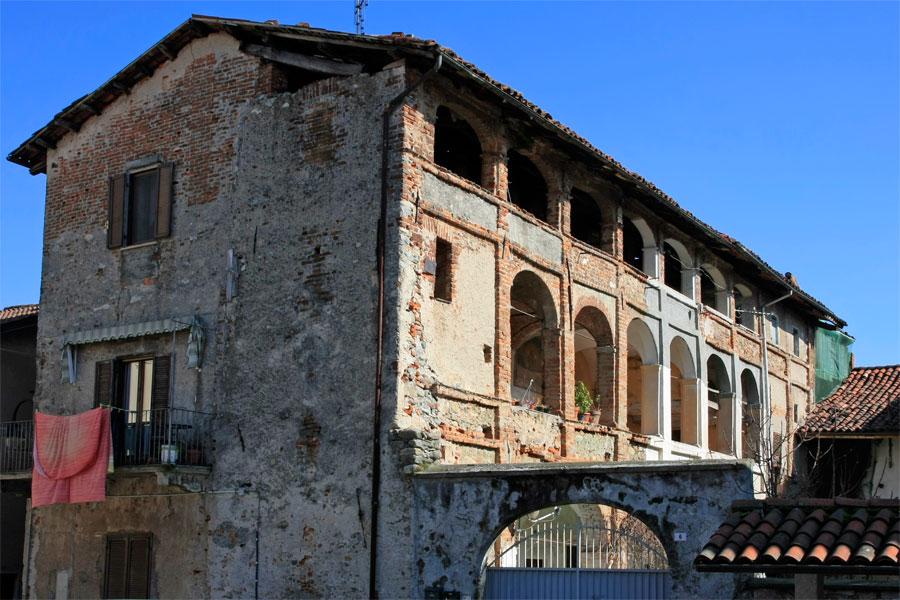
Edificio con loggiato